# Maria Antonia di Borbone-Spagna
Maria Antonia di Borbone-Spagna (nome completo Maria Antonia Ferdinanda di Borbone-Spagna; Siviglia, 17 novembre 1729 – Moncalieri, 19 settembre 1785) fu regina consorte del Regno di Sardegna, moglie di Vittorio Amedeo III di Savoia.

## Biografia

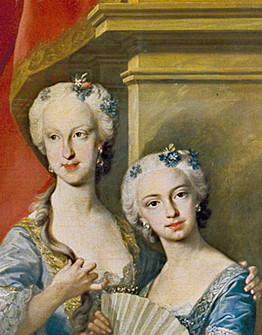
Maria Antonia di Borbone-Spagna ritratta insieme a sua sorella maggiore Maria Teresa Raffaella di Borbone-Spagna (1743)

### Infanzia
Maria Antonia era la figlia più giovane di Filippo V di Spagna e della sua seconda moglie Elisabetta Farnese. Nacque all'Alcázar di Siviglia durante la firma del Trattato di Siviglia con la quale si concluse la guerra anglo-spagnola All'Alcàzar trascorse la sua infanzia prima di trasferirsi a Madrid, nel 1733.

### Trattative matrimoniali
In un progetto di un doppio matrimonio avrebbe dovuto sposare Luigi, Delfino di Francia, e suo fratello, l'Infante Filippo, avrebbe dovuto sposare la sorella del Delfino Luisa Elisabetta di Francia. La madre acconsentì all'unione di quest'ultimo, ma insistette che Maria Antonia raggiungesse un'età più matura. La mano dell'Infanta fu anche richiesta dal principe elettore di Sassonia. Il matrimonio tra l'Infante Filippo e Luisa Elisabetta ebbe luogo nel 1739 e, infine, la sorella maggiore l'Infanta Maria Teresa Raffaella sposò il Delfino nel 1745. Tuttavia, dopo la morte di Maria Teresa Raffaella nel 1746, Ferdinando VI cercò di legare Maria Antonia Ferdinanda al Delfino, ma l'idea fu snobbata da Luigi XV come "incesto". Il Delfino scelse invece Maria Giuseppina di Sassonia.

### Matrimonio
Venne promessa sposa a Vittorio Amedeo III di Savoia, futuro erede al trono, figlio di Carlo Emanuele III.
La cerimonia venne celebrata il 31 maggio 1750, a Oulx, in Val di Susa, andando a stabilirsi nella capitale. La coppia ebbe dodici figli.

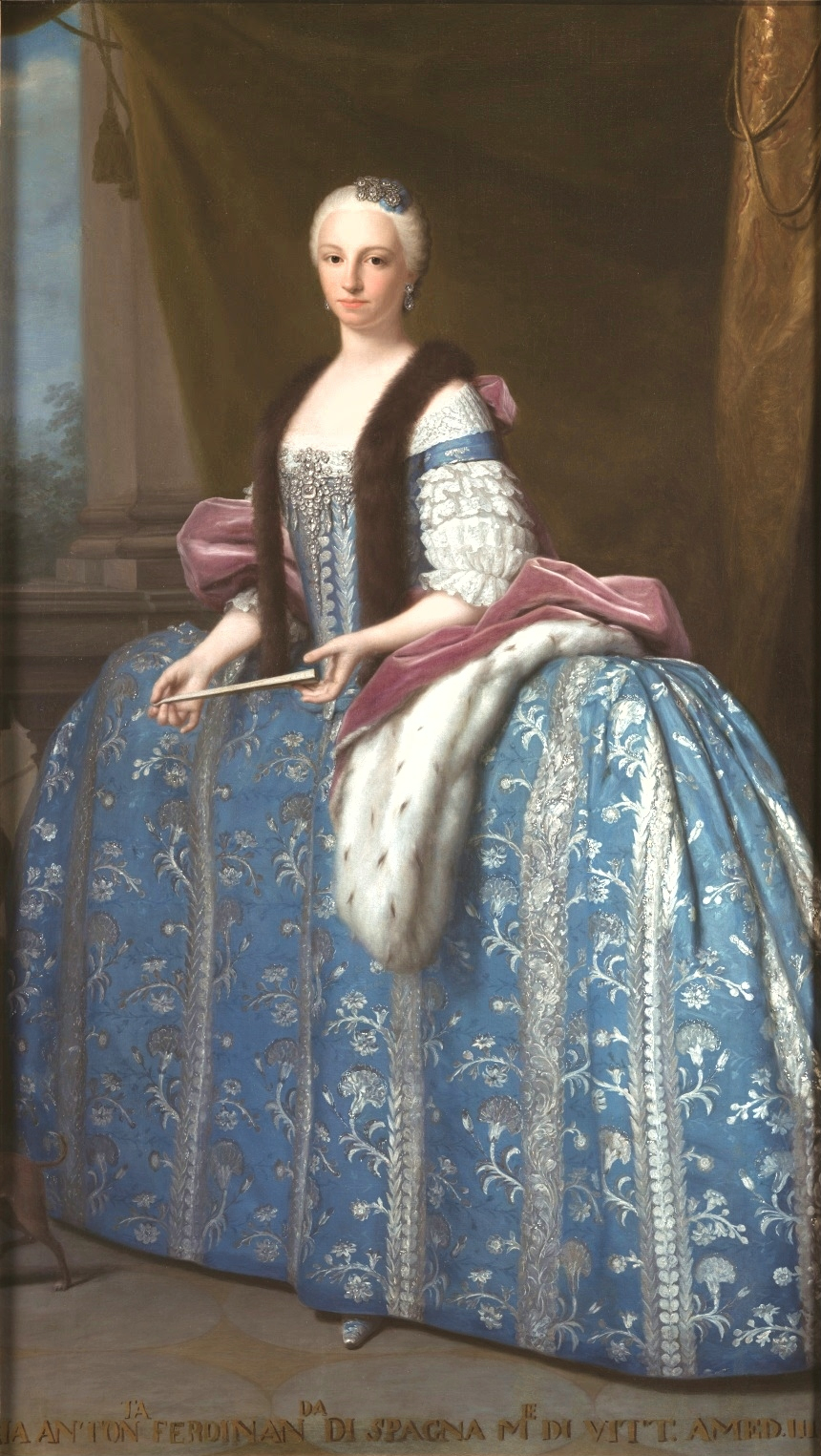
Ritratto di Maria Antonia di Borbone-Spagna (1752)

Come regalo di nozze, gli appartamenti della duchessa nel Palazzo Reale di Torino vennero ristrutturati dall'architetto Benedetto Alfieri. Maria Antonia Ferdinanda portò una dote di 3.500.000 lire piemontesi e possedimenti spagnoli a Milano. Ad Andrea Salvatore Aglio di Arzo commissionò il dipinto della Vergine del Bovilli.
La coppia si circondò di pensatori moderni e politici vari. Maria Antonia portò, dalla corte spagnola, una rigida etichetta alla corte dei Savoia. Era molto religiosa e aveva una personalità schiva.

### Regina di Sardegna
Alla morte del suocero Carlo Emanuele III di Sardegna nel 1773, il marito gli succedette come Vittorio Amedeo III. È stata la prima regina di Sardegna in oltre trenta anni dalla morte di Elisabetta Teresa di Lorena nel 1741. Nel 1773 suo figlio Carlo Emanuele sposò Maria Clotilde di Francia, sorella di Luigi XVI. Maria Clotilde e Maria Antonia Ferdinanda sarebbero diventate molto vicine.

### Morte
Maria Antonietta morì nel Castello di Moncalieri e venne tumulata nella Basilica di Superga.

## Discendenza

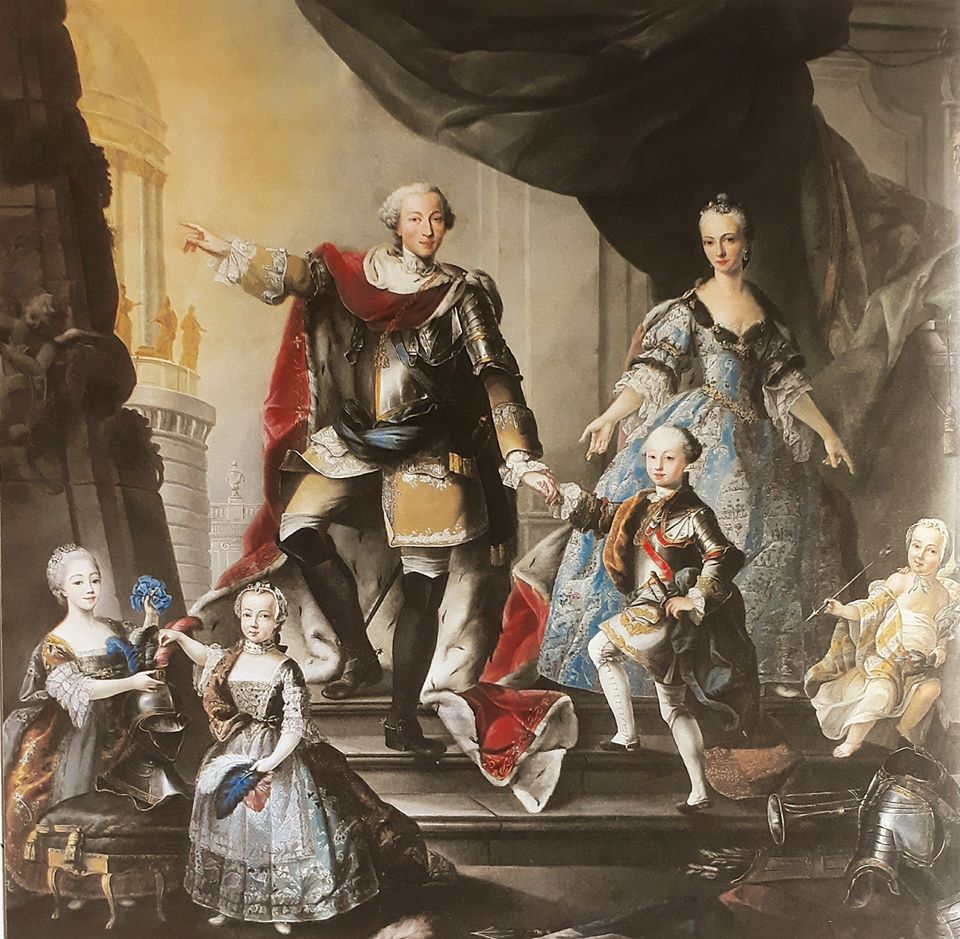
La famiglia ducale di Savoia nel 1760, dipinto di Giuseppe Duprà.

Maria Antonia e Vittorio Amedeo III di Savoia ebbero dodici figli:
1. Carlo Emanuele IV di Savoia (1751-1819);
2. Maria Elisabetta Carlotta di Savoia (1752-1753);
3. Maria Giuseppina di Savoia (1753-1810), sposò Luigi Saverio, Conte di Provenza;
4. Amedeo Alessandro di Savoia, duca del Monferrato (1754-1755);
5. Maria Teresa di Savoia (1756-1805), sposò Carlo, Conte d'Artois;
6. Maria Anna di Savoia (1757-1824) sposò Benedetto Maria Maurizio di Savoia, duca del Chiablese;
7. Vittorio Emanuele I di Savoia (1759-1824);
8. Maria Cristina Ferdinanda di Savoia (1760-1768);
9. Maurizio Giuseppe di Savoia, duca del Monferrato (1762-1799);
10. Maria Carolina di Savoia (1764-1782) sposò Antonio, Principe Elettore di Sassonia;
11. Carlo Felice di Savoia (1765–1831) sposò Maria Cristina di Borbone-Due Sicilie;
12. Giuseppe di Savoia (1766-1802), conte di Moriana e Asti.

## Ascendenza
|                                |                     |                                     | Genitori                                  |  |  | Nonni |  |  | Bisnonni             |  |  | Trisnonni             |  |
|                                |                     |                                     |                                           |  |  |       |  |  | Luigi XIV di Francia |  |  | Luigi XIII di Francia |  |
|                                |                     |                                     |                                           |  |  |       |  |  | Luigi XIV di Francia |  |  | Luigi XIII di Francia |  |
|                                |                     | Anna d'Asburgo                      |                                           |  |  |       |  |  | Luigi XIV di Francia |  |  |                       |  |
| Luigi, il Gran Delfino         |                     |                                     |                                           |  |  |       |  |  | Luigi XIV di Francia |  |  |                       |  |
|                                |                     | Maria Teresa d'Asburgo              | Filippo IV di Spagna                      |  |  |       |  |  |                      |  |  |                       |  |
|                                |                     | Maria Teresa d'Asburgo              | Filippo IV di Spagna                      |  |  |       |  |  |                      |  |  |                       |  |
|                                |                     | Maria Teresa d'Asburgo              | Elisabetta di Borbone-Francia             |  |  |       |  |  |                      |  |  |                       |  |
| Filippo V di Spagna            |                     | Maria Teresa d'Asburgo              |                                           |  |  |       |  |  |                      |  |  |                       |  |
|                                |                     | Ferdinando Maria di Baviera         | Massimiliano I, elettore di Baviera       |  |  |       |  |  |                      |  |  |                       |  |
|                                |                     | Ferdinando Maria di Baviera         | Massimiliano I, elettore di Baviera       |  |  |       |  |  |                      |  |  |                       |  |
|                                |                     | Ferdinando Maria di Baviera         | Maria Anna d'Asburgo                      |  |  |       |  |  |                      |  |  |                       |  |
| Maria Anna Vittoria di Baviera |                     | Ferdinando Maria di Baviera         |                                           |  |  |       |  |  |                      |  |  |                       |  |
|                                |                     | Enrichetta Adelaide di Savoia       | Vittorio Amedeo I di Savoia               |  |  |       |  |  |                      |  |  |                       |  |
|                                |                     | Enrichetta Adelaide di Savoia       | Vittorio Amedeo I di Savoia               |  |  |       |  |  |                      |  |  |                       |  |
|                                |                     | Enrichetta Adelaide di Savoia       | Maria Cristina di Borbone-Francia         |  |  |       |  |  |                      |  |  |                       |  |
| Maria Antonia di Spagna        |                     | Enrichetta Adelaide di Savoia       |                                           |  |  |       |  |  |                      |  |  |                       |  |
|                                | Ranuccio II Farnese | Odoardo I Farnese                   |                                           |  |  |       |  |  |                      |  |  |                       |  |
|                                | Ranuccio II Farnese | Odoardo I Farnese                   |                                           |  |  |       |  |  |                      |  |  |                       |  |
|                                | Ranuccio II Farnese | Margherita de' Medici               |                                           |  |  |       |  |  |                      |  |  |                       |  |
| Odoardo II Farnese             | Ranuccio II Farnese |                                     |                                           |  |  |       |  |  |                      |  |  |                       |  |
|                                |                     | Isabella d'Este                     | Francesco I d'Este                        |  |  |       |  |  |                      |  |  |                       |  |
|                                |                     | Isabella d'Este                     | Francesco I d'Este                        |  |  |       |  |  |                      |  |  |                       |  |
|                                |                     | Isabella d'Este                     | Maria Farnese                             |  |  |       |  |  |                      |  |  |                       |  |
| Elisabetta Farnese             |                     | Isabella d'Este                     |                                           |  |  |       |  |  |                      |  |  |                       |  |
|                                |                     | Filippo Guglielmo del Palatinato    | Volfango Guglielmo del Palatinato-Neuburg |  |  |       |  |  |                      |  |  |                       |  |
|                                |                     | Filippo Guglielmo del Palatinato    | Volfango Guglielmo del Palatinato-Neuburg |  |  |       |  |  |                      |  |  |                       |  |
|                                |                     | Filippo Guglielmo del Palatinato    | Maddalena di Baviera                      |  |  |       |  |  |                      |  |  |                       |  |
| Dorotea Sofia di Neuburg       |                     | Filippo Guglielmo del Palatinato    |                                           |  |  |       |  |  |                      |  |  |                       |  |
|                                |                     | Elisabetta Amalia d'Assia-Darmstadt | Giorgio II d'Assia-Darmstadt              |  |  |       |  |  |                      |  |  |                       |  |
|                                |                     | Elisabetta Amalia d'Assia-Darmstadt | Giorgio II d'Assia-Darmstadt              |  |  |       |  |  |                      |  |  |                       |  |
|                                |                     | Elisabetta Amalia d'Assia-Darmstadt | Sofia Eleonora di Sassonia                |  |  |       |  |  |                      |  |  |                       |  |
|                                |                     | Elisabetta Amalia d'Assia-Darmstadt |                                           |  |  |       |  |  |                      |  |  |                       |  |